# 愛ある限り
「愛ある限り」 (Love Will Keep Us Together) は、ハワード・グリーンフィールド作詞、ニール・セダカ作曲による楽曲。キャプテン&テニールが1975年に発表したバージョンが最も有名である。

## ニール・セダカのオリジナル
1973年春にセダカがイギリスで発売したアルバム『The Tra-La Days Are Over』に収録され、1974年11月にアメリカで発売したアルバム『Sedaka's Back』にも収録された。
2009年、ニール・セダカは彼の曲のパロディーを再録音し、彼の最初の子供向けCD「Wake Up Is Hard to Do」のために「Lunch Will Keep Us Together」という名前に変更した。

## マック＆ケイティ・キッスーンのカバー
「LoveWillKeep Us Together」は、1973年9月28日に兄と妹のボーカルデュオMacとKatie Kissoonによる「UK」レコーディングを介して最初のシングルリリースを行ったが、チャート・インに失敗した。このバージョンは1974年2月の「米国リリース」ではチャート化できなかったが、1973年秋にオランダでチャートインして「LoveWill Keep Us Together」の最初のヒット・バージョンとなり、12月には12位のピークに達した。マック＆ケイティ・キッスーン

## キャプテン&テニールのカバー
1975年4月発売のキャプテン&テニールのシングルが同年7月から4週連続全米1位を記録し、翌年にはグラミー賞最優秀レコード賞を獲得した。

## その他のカバー
- アンディ・ウィリアムス 1975年 アルバム『The Other Side of Me（英語版）』に収録
- レイ・コニフ・シンガーズ 1975年 アルバム『Love Will Keep Us Together』に収録
- レターメン 1975年 アルバム『The Time Is Right』に収録
- ザ・チューブス（英語版） 1976年 アルバム『The Tubes in Concert 1976』に収録
- ウィルソン・ピケット 1976年 シングル 全米R&Bチャート69位
- 桜田淳子 1976年 アルバム『青春讃歌〜リサイタル3』に収録
- 朱里エイコ 1976年 アルバム『ライブ・イン・ラスベガス』『ナウ・オン・ステージ』に収録
- しばたはつみ 1976年 アルバム『しばたはつみ ライヴⅢ』にメドレーで収録
- Circle Jerks（英語版） 1983年 アルバム『Golden Shower of Hits（英語版）』にメドレーで収録
- ジミー・スコット&フリー 1997年 コンピレーション・アルバム『Lounge-A-Palooza（英語版）』に収録
- シェイラ 1999年 アルバム『Dense（フランス語版）』に収録
- ニッケルバック 2003年 アルバム『ザ・ロング・ロード』の一部の盤のボーナス・トラックに収録
- TRY-TONE 2006年 アルバム『A Cappella 70's Collection For Lovers』に収録
- ラズロ・ベイン（英語版） 2007年 アルバム『Guilty Pleasures（英語版）』に収録
- サラ・ヘロニモ 2010年 シングル 映画『Hating Kapatid（英語版）』（副題:Love will keep us together）主題歌[5]
- Fried Pride 2011年 アルバム『For Your Smile』に収録
- ザ・ペンフレンドクラブ - 2015年のアルバム『Spirit Of The Pen Friend Club』に収録。

インストゥルメンタル
- フランク・プゥルセル楽団 1975年 アルバム『Concorde』に収録
- ポール・モーリア 1977年 アルバム『Love Is Still Blue』に収録

映画挿入歌
- 『Sextette（英語版）』1978年 歌:ティモシー・ダルトン、コーラス:メイ・ウエスト[6]

## アンサーソング
1980年にイギリスのロックバンドジョイ・ディヴィジョンがタイトルを皮肉って『ラヴ・ウィル・テア・アス・アパート』を発表した。